# Курочкин, Ефрем Георгиевич
Ефрем Георгиевич Курочкин (21 января 1921, Пржевальск, Туркестанская АССР — 13 июня 1986, Пржевальск) — сержант Рабоче-крестьянской Красной Армии, участник советско-финской и Великой Отечественной войн, Герой Советского Союза (1944).

## Биография
Ефрем Курочкин родился 21 января 1921 года в городе Пржевальск (ныне Каракол, Кыргызская Республика). После окончания неполной средней школы работал токарем. В 1940 году Курочкин был призван на службу в Рабоче-крестьянскую Красную Армию. С июля 1941 года — на фронтах Великой Отечественной войны.
К июлю 1944 года гвардии сержант Ефрем Курочкин командовал орудием 220-го гвардейского истребительно-противотанкового артиллерийского полка 48-й армии 1-го Белорусского фронта. Отличился во время освобождения Минской области Белорусской ССР. 4 июля 1944 года расчёт Курочкина участвовал в отражении немецкой контратаки в районе деревни Узляны Пуховичского района. В критический момент боя Курочкин поднял свой расчёт в атаку, отбросив противника.
Указом Президиума Верховного Совета СССР от 22 августа 1944 года гвардии сержант Ефрем Курочкин был удостоен высокого звания Героя Советского Союза с вручением ордена Ленина и медали «Золотая Звезда».
После окончания войны Курочкин был демобилизован. Проживал в посёлке Джети-Огуз Иссык-Кульской области Кыргызстана, до выхода на пенсию работал на шахте.
Был также награждён орденом Отечественной войны I степени (06.04.1985) и рядом медалей.

## Награды и звания
- Герой Советского Союза (1944)
- Орден Ленина
- Медаль «Золотая Звезда»
- Орден Отечественной войны I степени
- Ряд медалей

## Память
- В Узлянах (Пуховичский район, Минская область) установлен мемориал на месте боя батареи капитана А. К. Леонтюка. За бой у деревни Узляны Пуховичского района все 49 бойцов 5-й батареи были отмечены орденами. Гвардии капитану Антону Леонтюку, старшине Афанасию Черняку, старшине Дмитрию Чепусову, старшине Ефрему Курочкину и младшему сержанту Василию Токареву (посмертно) присвоили звание Героев Советского Союза[3]. Их барельефы размещены на мемориале.

Мемориал на месте боя в Узлянах
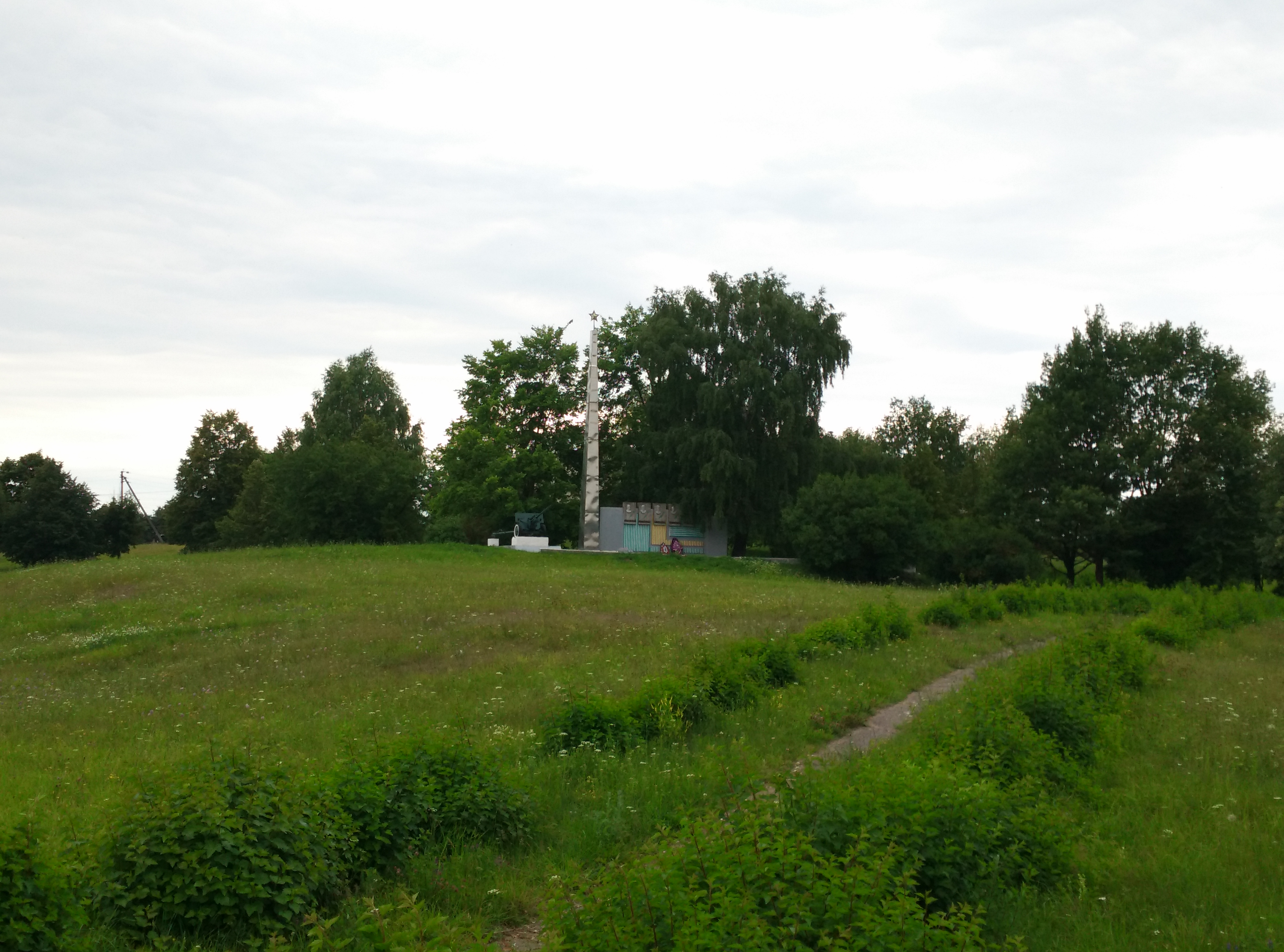
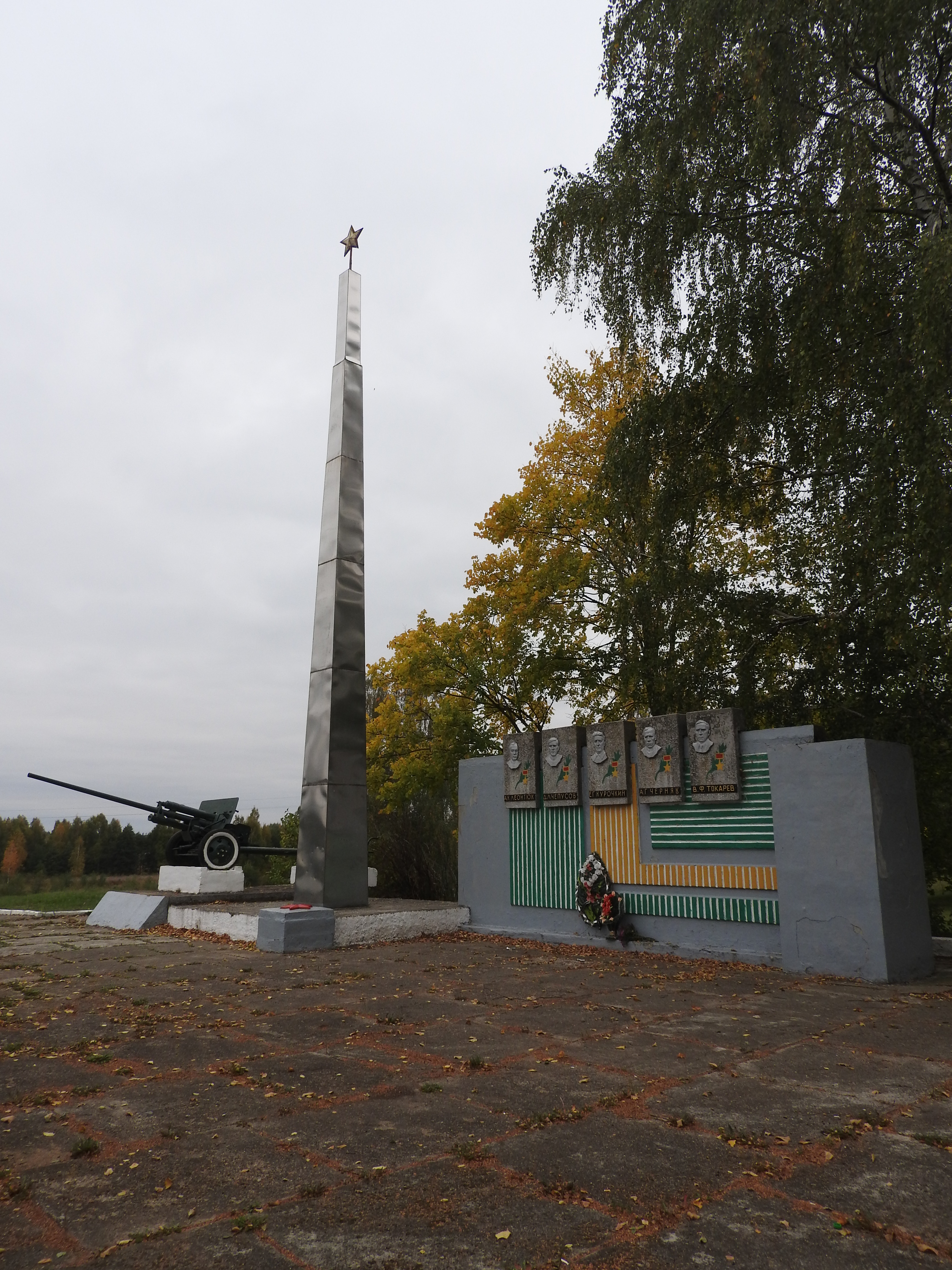
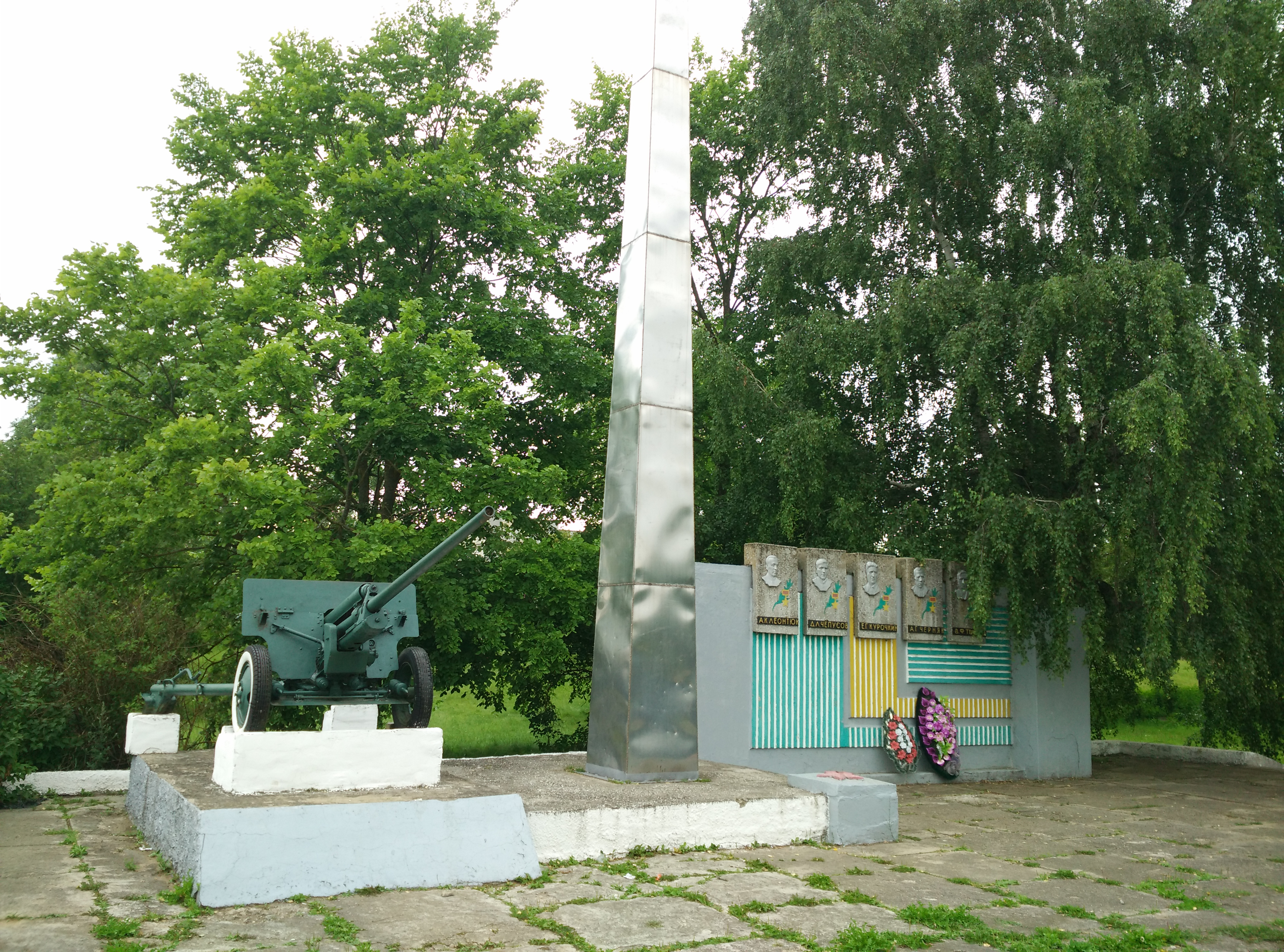
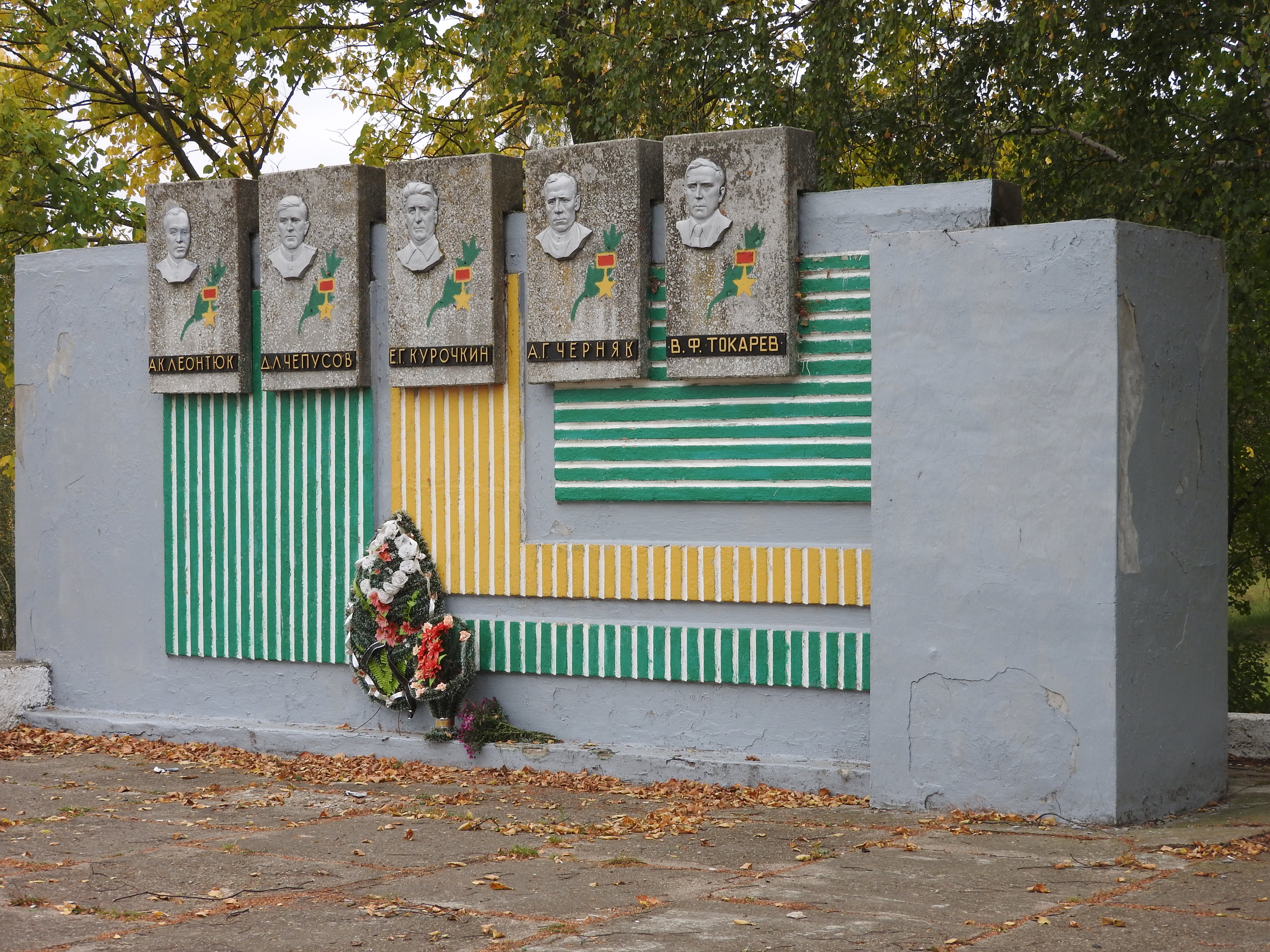
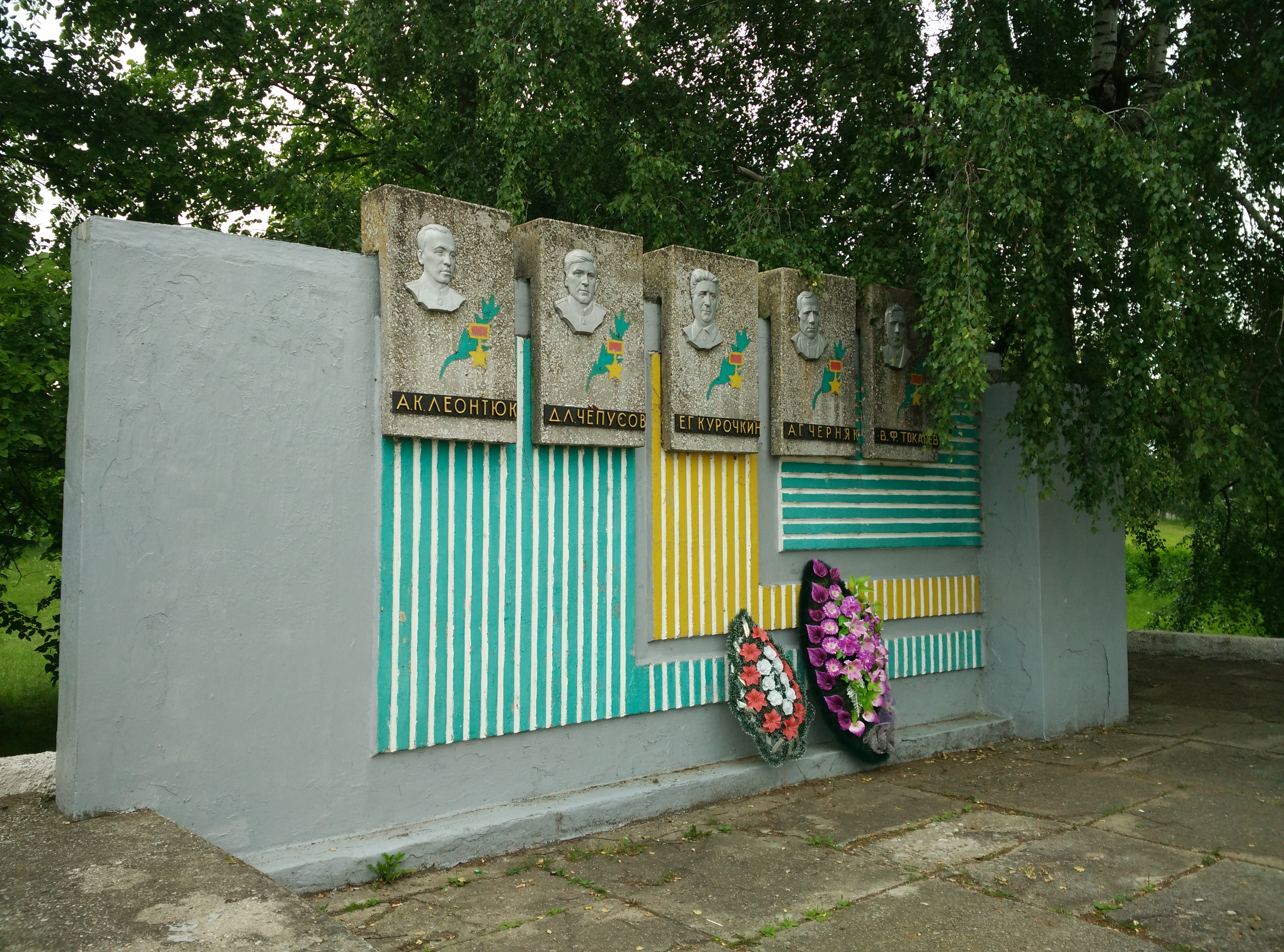